# Armend Nedžipi
Armend Nedžipi, též Armend Nexhipi, (cyrilicí Арменд Неџипи, * 11. srpna 1986, Skopje) je severomakedonský fotbalový záložník. Pochází z fotbalové rodiny, jeho otec Mensur a bratr Nderim jsou taktéž profesionálními fotbalisty.

## Klubová kariéra
Jako nadějný mladík získal možnost hrát v zahraničí. Ve věku 14 let odešel do mládežnického týmu německého celku Hertha BSC Berlin a v 16 letech hrál za tým do 17 let VfL Wolfsburg.
V lednu 2007 přišel na testy do českého celku SK Slavia Praha. Vedení týmu se líbil a tak jej získalo na půlroční hostování s opcí. Do prvního týmu se však neprosadil a po skončení sezony se vrátil zpět do Severní Makedonie. V červnu 2008 se objevil opět v Česku, a to na testech v 1. FK Příbram.
V zimní pauze roku 2009 byl na testech u albánského týmu KS Dinamo Tirana, avšak neuspěl. S týmem Slogy se probojoval zpět do 1. makedonské ligy, kde v sezóně 2009/10 odehrál 10 utkání, poté se však klub dostal do sporu s severomakedonským fotbalovým svazem a sezónu nedohrál. Zpět do Česka přišel v lednu 2010, kdy se upsal týmu střížkovských Bohemians. Zde působil do července 2010, poté se dohodl na ukončení smlouvy.
V únoru 2011 byl na testech ve finském klubu AC Oulu, 5. února nastoupil v zápase finského ligového poháru proti JJK Jyväskylä, který skončil remízou 1:1. Nedžipiho střídal na hřišti ve 38. minutě finský hráč Arttu Siira. V prosinci 2011 byl stále bez angažmá.